# Prénom composé japonais
Dans le Japon féodal, les nobles avaient en grande majorité des noms composés de deux parties, en général de deux mores. On appelle ce type de nom au Japon « nanori » (ou azana, si lu en on'yomi). C'est un équivalent du prénom social (zi, 字) des gentilshommes chinois, mais la liste des idéogrammes utilisés au Japon pour les nanori est moins importante que celle des zi / azana. En voici une liste non exhaustive, par ordre alphabétique (la plupart peuvent se placer de manière interchangeable en début ou en fin de prénom).
| Particule | Hiragana | Kanji             | Signification                                                  | Exemple                                                      |
| --------- | -------- | ----------------- | -------------------------------------------------------------- | ------------------------------------------------------------ |
| Chika     | ちか     | 幾 / 親           | Plusieurs / parent(s)                                          | Anami Korechika (阿南 惟幾)                                  |
| Fusa      | ふさ     | 房                | Parent(s)                                                      | Ōe no Masafusa (大江匡房)                                    |
| Haru      | はる     | 春                | Printemps                                                      | Baba Nobuharu (馬場 信春)                                    |
| Hide      | ひで     | 秀                | Excellence, talent                                             | Toyotomi Hideyori (豊臣 秀頼)                                |
| Hira      | ひら     | 平                | Normal, ordinaire                                              |                                                              |
| Hiro      | ひろ     | 弘                | Grand                                                          | Shimazu Yoshihiro (島津 義弘)                                |
| Hisa      | ひさ     | 久 / 悠           | Distant, long, calme                                           | Prince Hisahito d'Akishino                                   |
| Kama      | かま     |                   |                                                                |                                                              |
| Kiyo      | きよ     | 清                | Pur                                                            | Taira no Kiyomori (平 清盛)                                  |
| Kore      | これ     | 惟                |                                                                | Fujiwara no Korefusa (藤原伊房), auteur supposé du Man'yoshu |
| Ie        | いえ     | 家                | Maison, foyer                                                  | Tokugawa Ieyasu (徳川家康)                                   |
| Masa      | まさ     | 正                | Juste, régulier, officiel                                      | Katō Kiyomasa (加藤清正)                                     |
| Michi     | みち     | 道                | Voie, chemin                                                   | Fujiwara no Michinaga (藤原 道長)                            |
| Mitsu     | みつ     | 光                | Lumière                                                        | Akechi Mitsuhide (明智 光秀)                                 |
| Moro      | もろ     | 師                | Maître (shi)                                                   | Kō no Moronao (高 師直)                                      |
| Moto      | もと     | 元 / 本 / 素 / 基 | Origine, base                                                  | Mōri Motonari (毛利 元就)                                    |
| Naga      | なが     | 長                | Chef                                                           | Oda Nobunaga (信長 織田)                                     |
| Nari      | なり     | 成                | Devenir                                                        | Ishida Mitsunari (石田 三成)                                 |
| Nobu      | のぶ     | 信                | Bonne foi, vérité (cf. Makoto, une des sept vertus du bushido) | Takeda Nobushige (武田 信繁)                                 |
| Nori      | のり     | 法                | Loi, principe                                                  | Uesugi Norimasa (上杉 憲政)                                  |
| Omi       | おみ     | 臣                | Serviteur, lige                                                | Takayanagi Mitsuomi (高柳 光臣)                              |
| Shige     | しげ     | 重                | Poids, lourd                                                   | Okuma Shigenobu (大隈重信)                                   |
| Tame      | ため     | 為                | Avantage, résultat, objectif                                   | Fujiwara no Tameie (藤原 為家)                               |
| Taka      | たか     | 崇                | Estimé, honoré                                                 | Prince Takahito Mikasa                                       |
| Take      | たけ     | 武                | Arme, brave                                                    |                                                              |
| Tari      | たり     |                   |                                                                |                                                              |
| Toshi     | とし     | 年 / 敬 / 利      | An, année / respect / avantage                                 | Ōkubo Toshimichi (大久保 利通)                               |
| Toyo      | とよ     | 豊                | Abondant                                                       | Shimazu Toyohisa (島津 豊久)                                 |
| Tsune     | つね     | 常                | Perpétuel                                                      | Taira no Tadatsune (平忠常)                                  |
| Uji       | うじ     | 氏                | Ligné                                                          | Ashikaga Takauji (足利 尊氏)                                 |
| Yasu      | やす     | 康                | Champ lexical de la santé                                      | Kawabata Yasunari (川端 康成)                                |
| Yori      | より     | 頼                | Champ lexical de la confiance / harmonie sociale               | Kujō Yoritsune (九条 頼経)                                   |
| Yoshi     | よし     | 義                | Bon augure                                                     | Ashikaga Yoshimitsu (足利 義満)                              |
| Zane      | ざね     | 実                | Vérité, sincérité                                              | Kumagai Naozane (熊谷 直実)                                  |